# Böttingen
Böttingen è un comune tedesco situato nel Land del Baden-Württemberg (Germania).
Negli ultimi decenni si è sviluppato da villaggio agricolo a comunità industriale.
Lo stemma mostra come punto di riferimento un cardo d'argento stilizzato, relativamente comune nel territorio del comune.